# Brasiliansk menhaden
Brasiliansk menhaden (Brevoortia aurea) är en fiskart som först beskrevs av Johann Baptist von Spix och Agassiz 1829.  Brasiliansk menhaden ingår i släktet Brevoortia och familjen sillfiskar. Inga underarter finns listade.